# Исмаил Хасан
Исмаил Ахмед Кадар Хасан (на арабски език - كادار أحمد إسماعيل حسن) е френски футболист от джибутски произход, полузащитник.

## Кариера
Исмаил Хасан е юноша на Лил, но не успява да се наложи в тима и изкарва две години в четвъртодивизионния френски Лескин, след което преминава в Дунайска Стреда от Словакия.

### Национален отбор
Именно с изявите си в Дунайска Стреда става национал на Джибути и изиграва четири срещи в световните квалификации за първенството в ЮАР през 2010 г. Към момента има 10 мача и 4 гола за арабската страна.